# Меркушево (Добрянский район)
Меркушево — деревня в Добрянском районе Пермского края. Входит в состав Сенькинского сельского поселения.

## Географическое положение
Деревня расположена на берегу реки Большой Туй, к югу от административного центра поселения, села Сенькино.

## Население
| 2010 |
| ---- |
| 22   |

## Улицы
- Дружбы ул.
- Суворова ул.

## Топографические карты
- Лист карты O-40-53 Доьрянка. Масштаб: 1 : 100 000. Издание 1977 г.